# Dick's Picks Volume 25
Dick's Picks Volume 25 es el vigésimo quinto álbum en vivo de Dick's Picks, serie  de lanzamientos en vivo de la banda estadounidense Grateful Dead. Fue grabado el 10 de mayo de 1978 en el Veterans Memorial Coliseum, en New Haven, Connecticut y el 11 de mayo de 1978 en el Springfield Civic Center Arena, en Springfield, Massachusetts.

## Caveat emptor
Cada volumen de Dick's Picks tiene su propia etiqueta “caveat emptor”, que informa al oyente sobre la calidad del sonido de la grabación. La etiqueta del volumen 25 dice:
“Dick's Picks 25 fue masterizado a partir de las cintas analógicas originales de 2 pistas, grabado en vivo a 7½ ips y 15 ips, y puede exhibir algunos efectos menores de los estragos del tiempo. Sin embargo, la música contenida en estos cuatro discos es bastante notable, y compensa con creces cualquier pequeña anomalía en la grabación. Disfrútalo.”

## Recepción de la crítica
En una reseña para AllMusic, Lindsay Planer declaró: “Aunque los Deadheads modernos son Generalmente entusiasmados con la era de la banda de finales de los 70, los fanáticos ávidos y algo más críticos a menudo se refieren a 1978 como un año de transición. 1977 está tan repleto de energía innegable que, comparativamente, Grateful Dead comenzó a mostrar signos crecientes de inquietud en los meses siguientes. Afortunadamente, el archivista de cintas David Lemieux eligió no solo dos de los mejores programas del año, sino también un par que no había sido presa de los contrabandistas internacionales de CD ni había sido ampliamente liberado en los círculos de las cintas”.
John Metzger, crítico de The Music Box, escribió: “Dick's Picks, Volume 25 muestra la fina línea entre el caos y la estructura que Grateful Dead suele transitar. En el camino, el álbum demuestra que aunque la banda a veces se extravió y perdió su enfoque, siempre se las arregló bastante hábilmente para enderezarse, logrando una música espectacular en el proceso. Al final, ciertamente hay mejores colecciones de Dick's Picks para los no iniciados, que alcanzan el pináculo de la perfección en cada pista. Pero para aquellos que entienden los riesgos asociados con saltar a lo desconocido, Dick's Picks, Volume 25 captura a la banda parada en el precipicio y saltando de cabeza al abismo musical”.

## Lista de canciones
Todas las canciones escritas y compuestas por Jerry Garcia y Robert Hunter, excepto donde esta anotado. 
| Disco uno |                        |                                     |          |  |
| N.º       | Título                 | Escritor(es)                        | Duración |  |
| 1.        | «Jack Straw»           | Hunter Bob Weir                     | 6:52     |  |
| 2.        | «They Love Each Other» |                                     | 7:46     |  |
| 3.        | «Cassidy»              | John Perry Barlow Weir              | 5:22     |  |
| 4.        | «Ramble on Rose»       |                                     | 7:30     |  |
| 5.        | «Me and My Uncle»      | John Phillips                       | 3:01     |  |
| 6.        | «Big River»            | Johnny Cash                         | 6:57     |  |
| 7.        | «Peggy-O»              | tradicional, arr. por Grateful Dead | 7:52     |  |
| 8.        | «Let It Grow»          | Barlow Weir                         | 9:40     |  |
| 9.        | «Deal»                 |                                     | 7:06     |  |
| 10.       | «Bertha»               |                                     | 8:08     |  |
| 11.       | «Good Lovin'»          | Rudy Clark Arthur Resnick           | 6:21     |  |

| Disco dos |                     |                             |          |  |
| N.º       | Título              | Escritor(es)                | Duración |  |
| 1.        | «Estimated Prophet» | Barlow Weir                 | 12:04    |  |
| 2.        | «Eyes of the World» |                             | 12:18    |  |
| 3.        | «Drums»             | Mickey Hart Bill Kreutzmann | 17:51    |  |
| 4.        | «The Other One»     | Kreutzmann Weir             | 16:31    |  |
| 5.        | «Wharf Rat»         |                             | 10:15    |  |
| 6.        | «Sugar Magnolia»    | Hunter Weir                 | 9:34     |  |

| Disco tres |                            |                                     |          |  |
| N.º        | Título                     | Escritor(es)                        | Duración |  |
| 1.         | «Cold Rain and Snow»       | tradicional, arr. por Grateful Dead | 7:03     |  |
| 2.         | «Beat It On Down the Line» | Jesse Fuller                        | 3:32     |  |
| 3.         | «Friend of the Devil»      | John Dawson Garcia Hunter           | 8:37     |  |
| 4.         | «Looks Like Rain»          | Barlow Weir                         | 9:14     |  |
| 5.         | «Loser»                    |                                     | 7:48     |  |
| 6.         | «New Minglewood Blues»     | tradicional, arr. por Weir          | 5:48     |  |
| 7.         | «Tennessee Jed»            |                                     | 8:48     |  |
| 8.         | «Lazy Lightnin'»           | Barlow Weir                         | 3:22     |  |
| 9.         | «Supplication»             | Barlow Weir                         | 6:32     |  |
| 10.        | «Scarlet Begonias»         |                                     | 9:42     |  |
| 11.        | «Fire on the Mountain»     | Hart Hunter                         | 8:36     |  |

| Disco cuatro |                          |                                                      |          |  |
| N.º          | Título                   | Escritor(es)                                         | Duración |  |
| 1.           | «Dancing in the Streets» | Marvin Gaye Ivy Jo Hunter William “Mickey” Stevenson | 15:13    |  |
| 2.           | «Drums»                  | Hart Kreutzmann                                      | 19:54    |  |
| 3.           | «Not Fade Away»          | Charles Hardin Holley Norman Petty                   | 10:22    |  |
| 4.           | «Stella Blue»            |                                                      | 8:46     |  |
| 5.           | «Around and Around»      | Chuck Berry                                          | 9:16     |  |
| 6.           | «Werewolves of London»   | LeRoy Marinell Waddy Wachtel Warren Zevon            | 8:31     |  |
| 7.           | «Johnny B. Goode»        | Berry                                                | 4:15     |  |

## Créditos y personal
Créditos adaptados desde el folleto que acompaña al CD.
Grateful Dead
- Jerry Garcia – voz principal y coros, guitarra líder
- Donna Jean Godchaux – coros
- Keith Godchaux – piano
- Mickey Hart – batería
- Bill Kreutzmann – batería
- Phil Lesh – bajo eléctrico, coros
- Bob Weir – guitarra rítmica, coros

Personal técnico
- Owsley Stanley – grabación (New Haven)
- Betty Cantor-Jackson – grabación (Springfield)
- Dick Latvala, David Lemieux – archivista
- Jeffrey Norman – masterización
- Eileen Law/Grateful Dead Archives – investigadora de archivo

Diseño
- Jim Anderson – fotografía
- Robert Minkin – diseño de embalaje, fotografía